# الغزو الإسباني لغواتيمالا

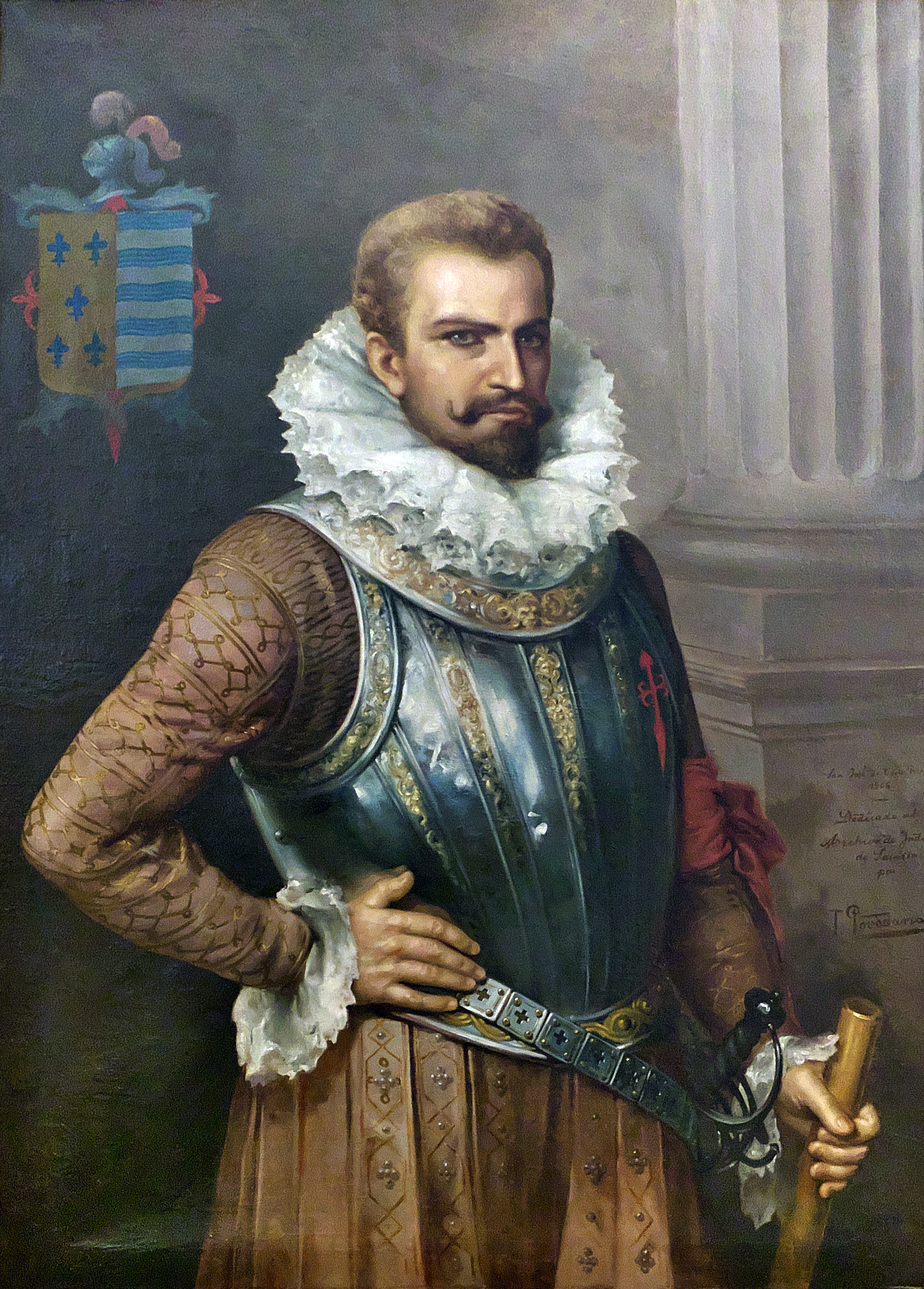
القائد بيدرو دى ألفارادو الذي بادر بغزو غواتيمالا.

كان الغزو الإسباني لغواتيمالا صراعًا ممتدًا خلال فترة الإستعمار الأسباني للأمريكتين، حيث ضم المستعمرون الإسبانيون تدريجيًا المقاطعة التي أصبحت دولة غواتيمالا الحديثة للتاج الملكى الإسباني لإسبانيا الجديدة.ضمت تلك المقاطعة قبل الغزو عددًا من الممالك المتنافسة التابعة لأمريكا الوسطى ينتمى معظمها لحضارة المايا. اعتبر العديد من الغزاة شعب المايا كافرًا ويحتاج لإجباره بالقوة على التحول والإصلاح.وجاء أول اتصال بين شعوب المايا والمستكشفين الأوروبيين في أوائل القرن السادس عشر عندما دمرت سفينة إسبانية تبحر من بنما إلى سانتو دومينغو على الساحل الشرقي من شبه جزيرة يوكاتان عام 1511.توالت بعد ذلك العديد من الحملات الإسبانية عام 1517 و1519 على مناطق مختلفة من ساحل يوكاتان. الغزو الإسبانى للمايا شأنًا ممتدًا حيث قاومت ممالك المايا الانضمام للإمبراطورية الإسبانية بمثابرة شديدة جعلت هزيمتهم بعد قرنين من الزمان.
وصل بيدرو دي ألفارادو من المكسيك المحتلة مؤخرًا في ذلك الوقت على رأس فرقة مختلطة من الغزاة الإسبان وبعض الحلفاء من السكان الأصليين معظمهم من مدينتى تلاكسكالا وتشولولا.تحمل المعالم الجغرافية في انحاء غواتيمالا الآن أسماء أماكن ناهيوتيلية بسبب تأثير هؤلاء الحلفاء المكسيك الذين ترجموا للإسبان. تحالف المايا الكاكتشيكيل في البداية مع الإسبان ولكن سرعان ما ثاروا ضدهم بسبب طلبات الجزية المبالغ فيها ولم يستسلموا حتى 1530. في تلك الاثناء، هزم الإسبان وحلفائهم المحاربون المكسيك في غواتيمالا كلًا من ممالك المايا الكبرى في المرتفعات واخضعوهاللإمبراطورية الإسبانية بالفعل.وقد تواصل هرنان كورتيس مع المايا الإيتزا وجماعات الأراضي المنخفضة الأخرى في حوض منطقة بيتين لأول مرة في عام 1525، ولكن ظلت مستقلة ومعادية للإمبراطورية الإسبانية الزاحفة حتى عام 1697 عندما شن دون مارتين دى أورسوا هجومًا مدبرًا هزم فيه آخر ممالك المايا المستقلة.
اختلفت تكنولوجيا وأساليب الإسبان عن السكان الأصليين بشكل كبير. اعتبر الإسبان أخذ الرهائن عائقًا أمام تحقيق الانتصار المباشر، بينما أعطى المايا الأولوية لاحتجاز الأسرى وحصد الغنائم. افتقر السكان الأصليون لغواتيمالا العناصر الأساسية لتكنولوجيا العالم القديم كالعجلة، والأحصنة، والحديد، والصلب، والبارود. كما كانوا أكثر عرضًة لأمراض العالم القديم لعدم وجود أي مقاومة ضدها. فضٌل المايا الغارات والكمائن عن الحروب واسعة النطاق، مستخدمين في ذلك الرماح، والأسهم، والسيوف الخشبية المزودة بنصال من حجر السج. اعتمد شعب الزينكا من السهول الساحلية الجنوبية استخدام السم على سهامهم، وردًا على استخدام الإسبان لسلاح الفرسان، لجأ شعوب المايا في الأراضى المرتفعة لحفر تجاويف وتبطينها بعصى خشبية.

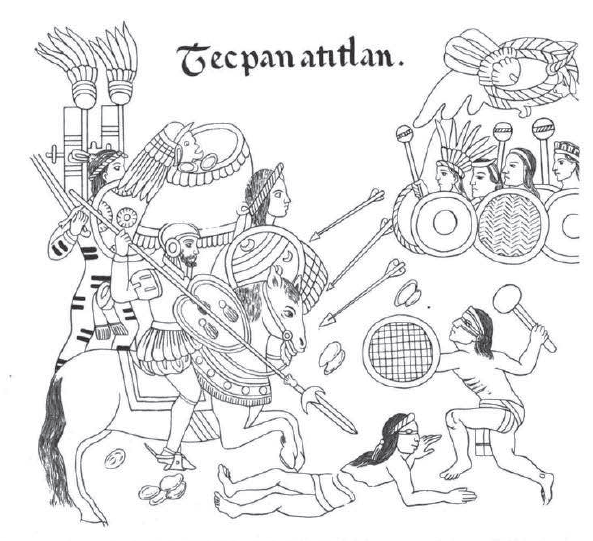

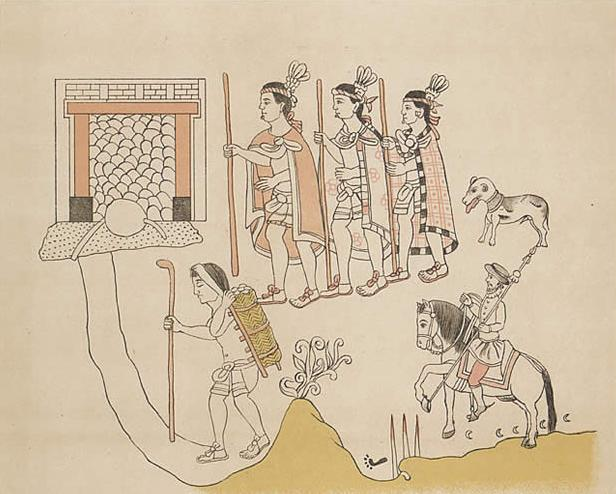
صفحة من لينزو دى تلاكسكالا تظهر أحد القادة الإسبان برفقة حلفاء من تلاكسكالا وحامل أمتعة من السكان الأصليين

## غواتيمالا قبل الغزو

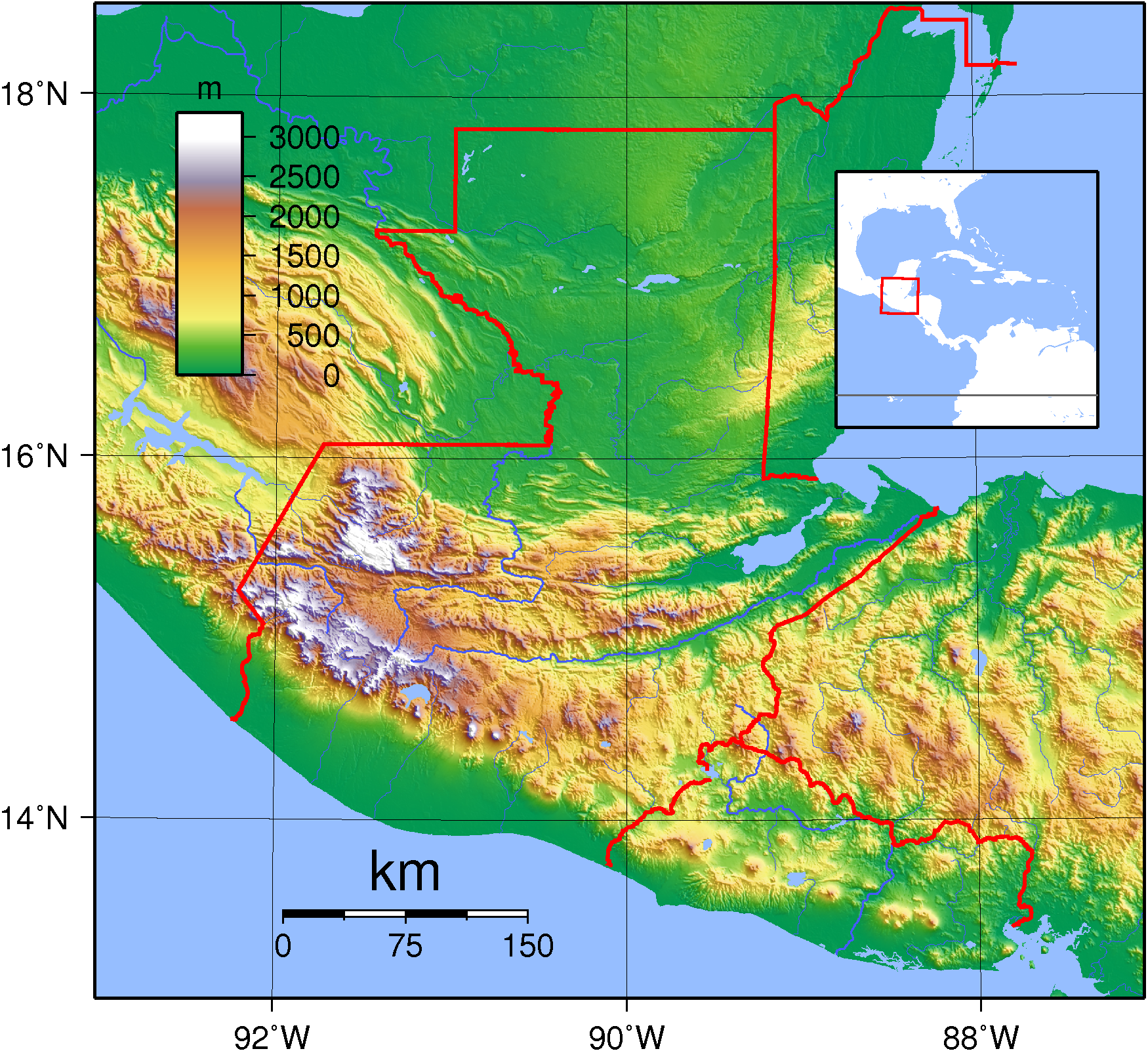

## الغزاة

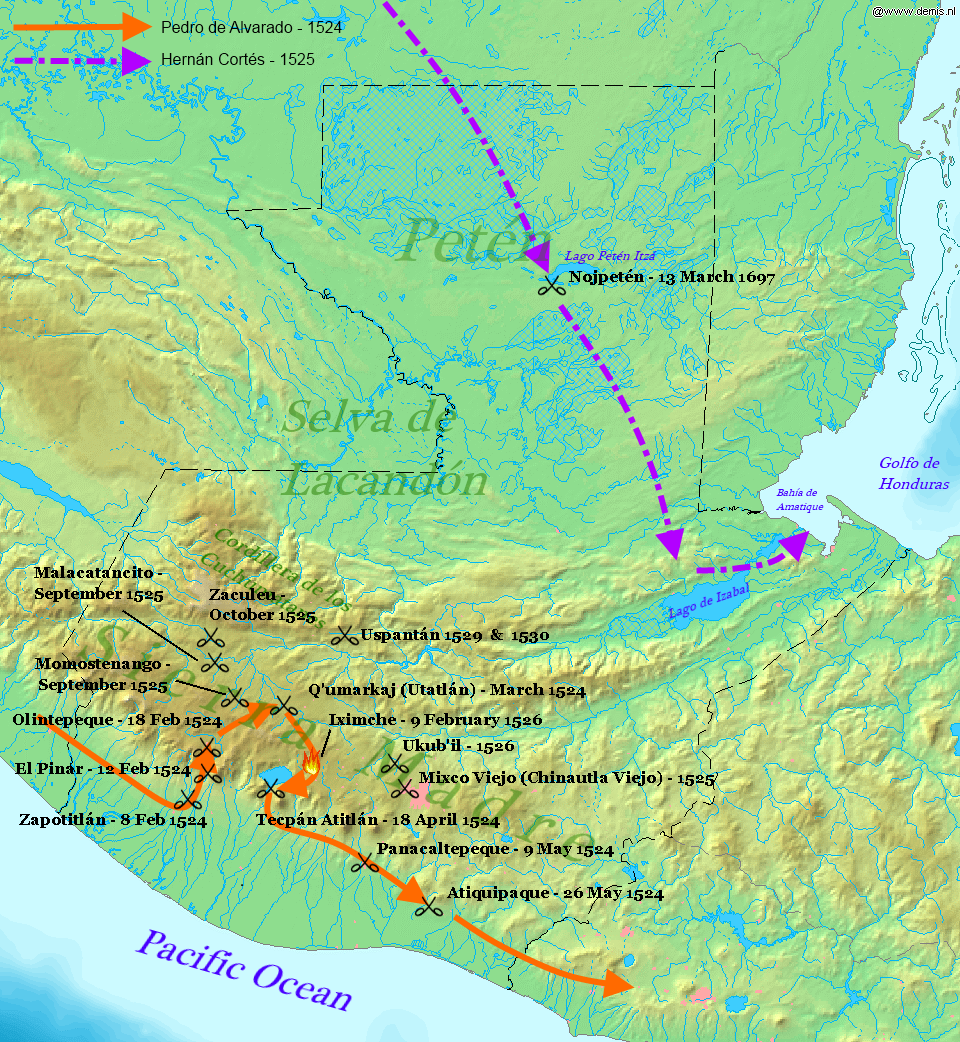
خريطة بأماكن الدخول الرئيسية ومواقع المعارك لغزو غواتيمالا

## غزو المرتفعات

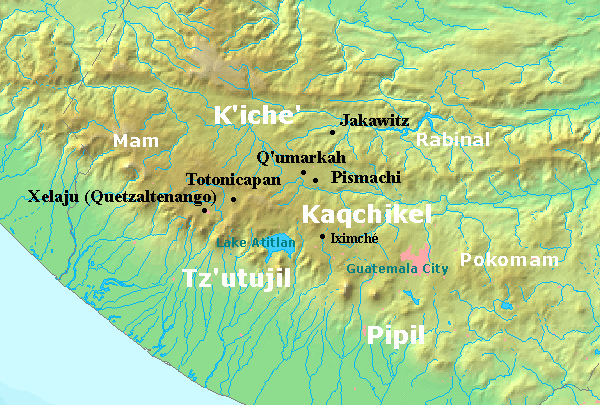

## إخضاع شعوب الكيتشى

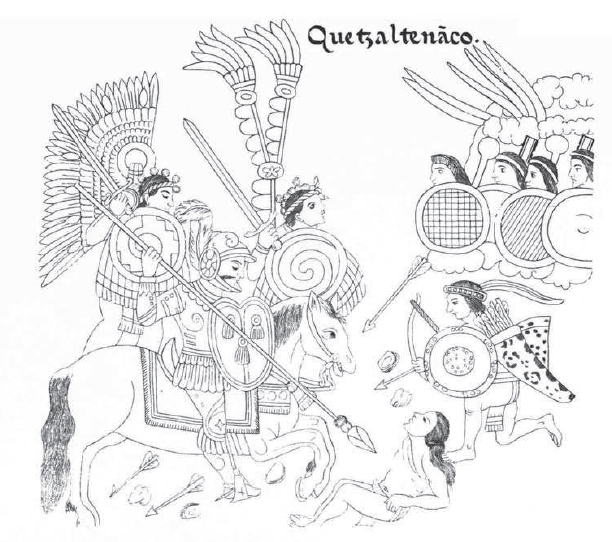

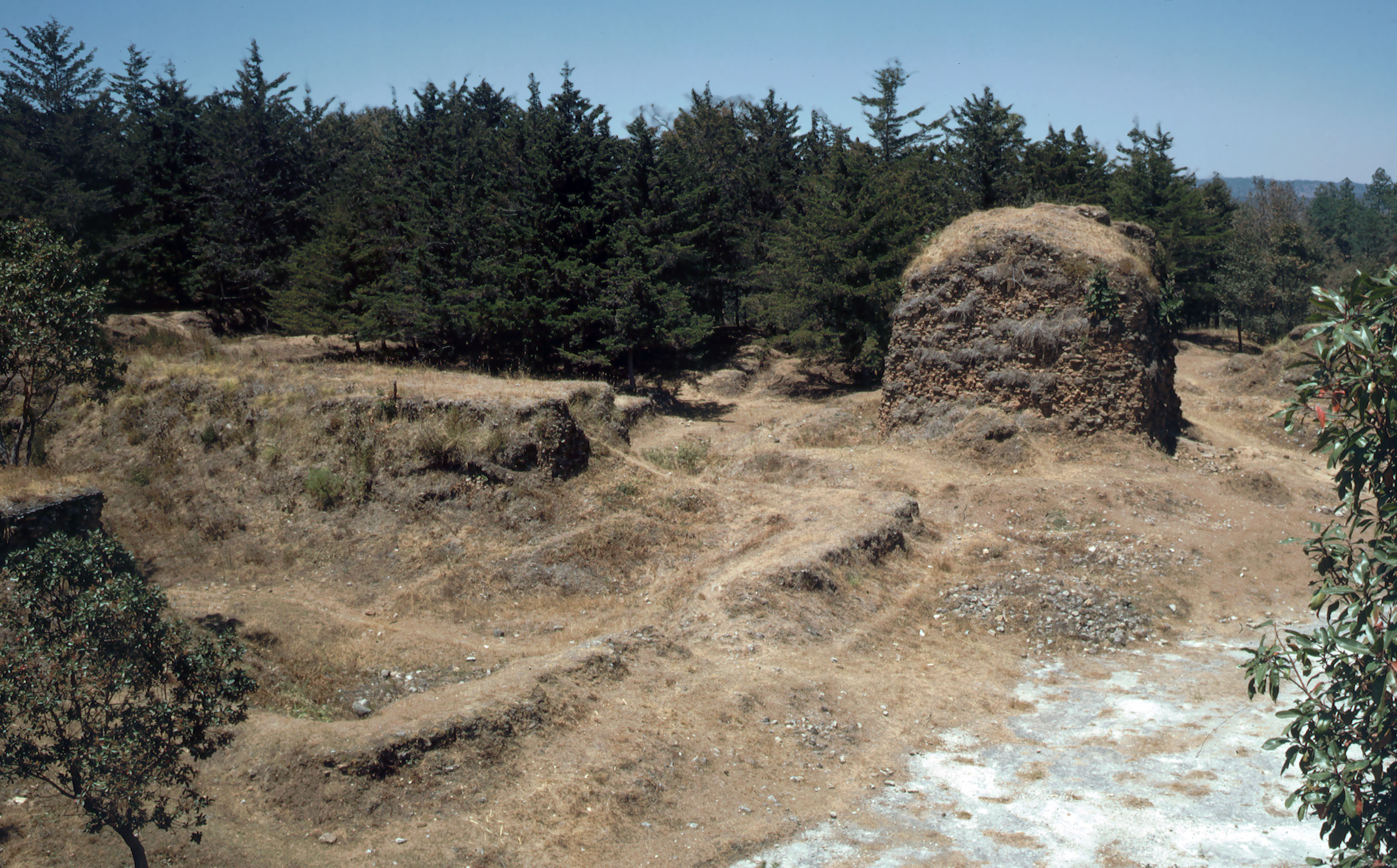
كانت كوماركاخ عاصمة مملكة الكيتشى حتى تم حرقها على يد الغزو الإسبانى..